# Mendelian Inheritance in Man
Mendelian Inheritance in Man ('Mendelsk nedarvning hos mennesket') er et projekt med en tilknyttet database som katalogiserer kundskab om sygdomme med en genetisk komponent, og − når det er muligt − forbinder dem med de relevante gener i det menneskelige genom.

## OMIM
Onlineversionen kaldes Online Mendelian Inheritance in Man (OMIM) og kan nås via National Center for Biotechnology Information.